# Richard James Allen
Richard James Allen (* 4. Juni 1902 in Nagpur, Maharashtra; † 1969 in Bangalore, Karnataka) war ein indischer Hockeyspieler. Neben Dhyan Chand war er als einziger Spieler an den drei ersten Olympiasiegen Indiens beteiligt.
Bei den Olympischen Spielen 1928, 1932 und 1936 stand Allen jeweils als Torwart in der indischen Mannschaft. 1928 blieb er in allen fünf Spielen seiner Mannschaft ohne Gegentor. 1932 spielte Arthur Charles Hind im Spiel gegen die Japaner im Tor, beim 11:1 musste er den ersten Gegentreffer der Inder zulassen. Allen stand in der Partie gegen die Vereinigten Staaten im Tor und musste beim 24:1 ebenfalls einen Gegentreffer hinnehmen. 1936 wurde Allen viermal eingesetzt und erhielt einen Gegentreffer im Finale gegen die deutsche Mannschaft, Indien gewann das Spiel mit 8:1.
Allen war verheiratet und hatte drei Kinder.